# Овсянніков Дмитро Володимирович
Дмитро Володимирович Овсянніков (нар. 21 лютого 1977 року, Омськ, Омська область, РРФСР) — російський державний і політичний діяч. Так званий «губернатор» тимчасової окупаційної влади Севастополя з 18 вересня 2017 до 11 липня 2019 року.
Заступник міністра промисловості і торгівлі РФ (2015—2016).
У квітні 2025 року британським судом визнаний винним і засуджений до 3 років і 4 місяців в'язниці за порушення санкцій та відмивання грошей.
Має громадянство Великої Британії

## Життєпис
Народився 21 лютого 1977 року в Омську.
Трудову кар'єру розпочав у 1993 році, будучи студентом. Працював на різних посадах у промислово-виробничих компаніях Іжевська (Удмуртія) і Чайковського (Пермський край).
1999-го закінчив Удмуртський університет, спеціальність «Фінанси і кредит». Після вступив до Тольятинської академії управління. Закінчив її 2001 року за спеціальністю «Державне та муніципальне управління».

### Федеральний інспектор
Влітку 2001 року взяв участь у конкурсі «Кадровий резерв державної служби-2001», який проводився апаратом повноважного представника президента РФ в Приволзькому федеральному окрузі щодо посад Головного федерального інспектора і федерального інспектора по Кіровській області. У серпні 2001 року 24-річний Овсянніков став одним із семи переможців, був включений в державний кадровий резерв і призначений федеральним інспектором по Кіровській області.
2004 року — федеральний інспектор по Удмуртської республіці.
2007 — закінчив Російську академію державної служби при президенті РФ за фахом «Юриспруденція».

### Менеджер
- 2007 — протягом двох років був заступником генерального директора — комерційним директором ВАТ «Чепецький механічний завод».
- З 2010 — заступник керуючого директора — директором з економіки та фінансів ВАТ «Пермський моторний завод».
- 2011 — закінчив Вищу школу економіки РФ. Спеціальність «Управління реформируемыми підприємствами ОПК» (Executive MBA).
- 2013 — призначений заступником керівника фінансово-економічного департаменту ВАТ «Об'єднана двигунобудівного корпорація».

### В міністерстві промисловості і торгівлі
2014 — очолив департамент регіональної промислової політики в Мінпромторгу РФ.
З 23 грудня 2015 року по 28 липня 2016 року — заступник міністра промисловості і торгівлі РФ.
З 2014 року організовував взаємодію міністерства з регіонами РФ для реалізації єдиної промислової політики. Були укладені угоди про взаємодію у сфері промислової політики і політики в галузі торговельної діяльності між Мінпромторгом Росії і всіма суб'єктами РФ. Вироблення рішень щодо ключових аспектів регіонального промислового розвитку ведеться в рамках Координаційної ради з промисловості при Мінпромторгу Росії. Створена і реалізується програма «Федеральна практика» для керівників регіональних органів управління у сфері промисловості і торгівлі.
Сформовані і прийняті до реалізації «дорожні карти» розвитку промисловості регіонів Північного Кавказу та Далекого Сходу, окупованого Криму, Калінінградської, Тульської, Саратовської областей. Розроблено механізм федерального співфінансування регіональних програм розвитку промисловості.
Створена Геоінформаційна система індустріальних парків, технопарків і промислових кластерів. У грудні 2015 року система визнана лауреатом Всеросійської інтернет-премії «Прометей» у номінації «Влада і держава». Впроваджено національні стандарти «Індустріальні парки. Вимоги» (вступив в дію 1 вересня 2015 року) і «Технопарки. Вимоги» (затверджено Росстандартом в червні 2015 року).

### Губернатор тимчасової окупаційної влади Севастополя
- 28 липня 2016 — призначений в.о. губернатора тимчасово окупованого Росією Севастополя.
- 29 липня — відправив «уряд» Севастополя, сформований його попередником — Сергієм Меняйло, у відставку.
- 18 вересня 2017 — став «губернатором» Севастополя.[6]
- 21 грудня 2017 року вступив до лав партії «Єдина Росія»[7].

Наприкінці 2018 року Овсянніков і мер Москви Сергій Собянін підписали угоду про співпрацю, яка передбачає отримання Севастополем підтримки в розвитку охорони здоров'я, освіти, культури, благоустрою, зокрема, ремонту вулиці Велика Морська та парку "Учкуївка".

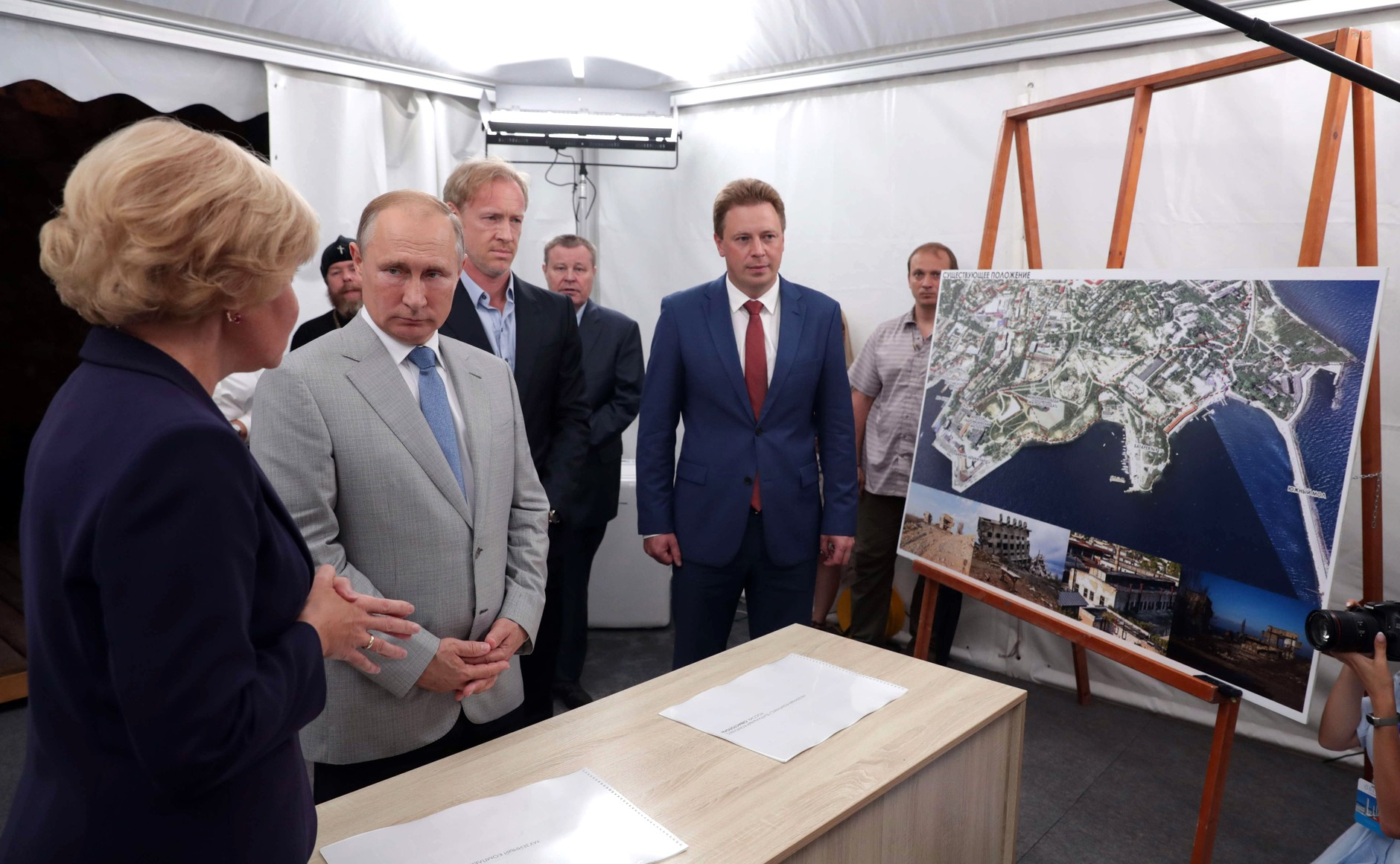
Зустріч Путіна з "губернатором" Севастополя 4 серпня 2018

11 липня 2019 року звільнився з посади "губернатора" Севастополя. Путін оголосив Овсяннікову подяку.
1 лютого 2024 року Овсяннікова затримали в Лондоні у власному будинку, його звинувачували в обході санкцій та відкритті рахунку в Лондонському банку.

## Скандали
На посаді «губернатора» Севастополя у протистоянні з так званими Законодавчими зборами Севастополя, подавав на голови зборів до суду, відмовлявся звітувати перед депутатами. Суд не задовольняв його вимоги.
Переказав з бюджету 2 млрд рублів в ОФК-Банк «Об'єднаний фінансовий капітал», призначені на будівництво очисних споруд.
На 2018 рік не виконав федеральну програму з будівництва очисних споруд, реконструкцію парку перемоги і будівництво двох лікарень. Відкрив дитячий табір Ласпі, де через неякісні продукти отруїлися діти.

## Санкції
Був "губернатором" у складі окупаційної влади Севастополя, призначений в.о. "губернатора" Севастополя Путіним у липні 2016 року та обраний на виборах 10 вересня 2017 року, організованих РФ у тимчасово анексованому Севастополі. 
Є підсанкційною особою багатьох країн світу.
26 січня 2018 року доданий до санкційного списку США.
21 червня 2018 року доданий до санкційного списку України.
16 березня 2021 року доданий до санкційного списку Євросоюзу.

## Сім'я
- Дружина Катерина родом з Іжевська.
- Двоє дітей: сини Олександр (народився в Овсяннікових в Іжевську) і Олексій (народився в Пермі).